# Истанбулски университет
Истанбулският университет (на турски: İstanbul Üniversitesi) е най-старото висше училище в Турция. Той се нарежда сред първите 10 висши учебни заведения, основани в Европа.

## История
Университетът е основан на 30 май 1453 г. по нареждане на султан Мехмед II след превземането на Константинопол.

## Структура
Истанбулският университет се състои от 17 факултета, 12 колежа и школи за обучение, 13 института и повече от 30 изследователски центъра.

### Факултети
- Истанбулски медицински факултет
- Юридически факултет
- Филологически факултет
- Факултет по природни науки
- Икономически факултет
- Факултет по горско стопанство
- Фармацевтичен факултет
- Факултет по стоматология
- Медицински факултет „Джерах паша“
- Факултет по мениджмънт
- Факултет по политология
- Факултет по ветеринарна медицина
- Факултет по инженерство
- Факултет по теология

### Катедра по български език и литература
През 2008 г. към университета е създадена Катедра по български език и литература, но за 3 г. от своето съществуване в нея няма нито студенти, нито преподаватели.

## Галерия
- Порта на Истанбулския университет
- Факултет по изкуства
- Медицински факултет
- Централна университетска библиотека
- Кулата „Баязид“
- Обсерватория на Истанбулския университет

## Известни възпитаници
- Давид Бен-Гурион (1886 – 1973), израелски политик, първият министър-председател на Израел
- Абдуллах Гюл (р. 1950), турски политик, президент (2007-2014)
- Джансу Дере (р. 1980), турска актриса
- Хрант Динк (1954 – 2007), турско-арменски журналист
- Нихат Ерим (1912 – 1980), турски политик, министър-председател на Република Турция
- Орхан Памук (р. 1952), турски писател, носител е на Нобеловата награда за литература за 2006 г.
- Азиз Санджар (р. 1946), турски и американски биохимик, носител на Нобелова награда за химия за 2015 г.
- Чагатай Улусой (р. 1990), турски актьор
- Йозгюр Чевик (р. 1981), турски актьор и рокпевец
- Моше Шарет (1894 – 1965), първият министър на външните работи и вторият министър-председател на Израел
- Мюзафер Шериф (1906 – 1988), американски психолог от турски произход